# 1740
1740. је била проста година.

## Догађаји

### Јануар
- Википедија:Непознат датум — Почела градња Београдске сахат-куле

### Датум непознат
- Википедија:Непознат датум — Повратак Турака у Београд.
- Википедија:Непознат датум — Почела је друга сеоба Срба под Арсенијем IV Шакабентом након завршетка аустро-турског рата (1736-1739).

## Смрти

### Јун
- 20. октобар — Карло VI, цар Светог римског царства